# Maliye Milli Piyango Spor Kulübü 2014-2015 (pallavolo)
Questa voce raccoglie le informazioni riguardanti il Maliye Milli Piyango Spor Kulübü nella stagione 2014-2015.

## Organigramma societario
Area direttiva
- Presidente: Recep Biçer

Area tecnica
- Allenatore: Joško Milenkoski
- Secondo allenatore: Serdar Uslu
- Scoutman: Boyan Panteleev

## Rosa
| N° | Nome               | Ruolo | Data di nascita   | Nazionalità sportiva |
| -- | ------------------ | ----- | ----------------- | -------------------- |
| 1  | Caner Çiçekoğlu    | P     | 11 maggio 1985    | Turchia              |
| 2  | Bram Van den Dries | O     | 14 agosto 1989    | Belgio               |
| 3  | Vefa Yılmaz        | P     | 24 aprile 1982    | Turchia              |
| 4  | Murathan Kısal     | C     | 22 novembre 1989  | Turchia              |
| 5  | Yüksel Bıdak       | C     | 6 giugno 1994     | Turchia              |
| 7  | Xavier Kapfer      | S     | 7 novembre 1981   | Francia              |
| 8  | Gazmend Husaj      | S     | 23 dicembre 1987  | Albania              |
| 9  | Murat Tokgöz       | L     | 29 febbraio 1984  | Turchia              |
| 10 | Andaç Kapan        | O     | 4 aprile 1990     | Turchia              |
| 11 | Samet Gümüş        | S     | 26 marzo 1994     | Turchia              |
| 13 | İnan Kurt          | L     | 28 gennaio 1988   | Turchia              |
| 14 | Akif Gürgen        | L     | 23 settembre 1977 | Turchia              |
| 17 | Ender Kıdoğlu      | S     | 10 aprile 1978    | Turchia              |
| 18 | Burak Hascan       | C     | 11 giugno 1977    | Turchia              |

## Mercato
| Acquisti | Acquisti           | Acquisti       | Acquisti   |
| R.       | Nome               | da             | Modalità   |
| -------- | ------------------ | -------------- | ---------- |
| P        | Caner Çiçekoğlu    | Konak          | definitivo |
| O        | Bram Van den Dries | Beauvais       | definitivo |
| P        | Vefa Yılmaz        | Halkbank       | definitivo |
| C        | Murathan Kısal     | Ziraat Bankası | definitivo |
| C        | Yüksel Bıdak       | Çankaya        | definitivo |
| S        | Xavier Kapfer      | Al-Qadisiya    | definitivo |
| S        | Gazmend Husaj      | Piacenza       | definitivo |
| O        | Andaç Kapan        | Konak          | definitivo |
| S        | Samet Gümüş        | Arkas          | definitivo |
| S        | Ender Kıdoğlu      | İnegöl         | definitivo |
| L        | Akif Gürgen        | -              | definitivo |

| Cessioni | Cessioni         | Cessioni        | Cessioni      |
| R.       | Nome             | da              | Modalità      |
| -------- | ---------------- | --------------- | ------------- |
| C        | Niyazi Durmaz    | Palandöken      | definitivo    |
| P        | Gökhan Çatal     | Halkbank        | definitivo    |
| O        | Ersin Durgut     | İnegöl          | definitivo    |
| S        | Marcus Popp      | UPCN            | definitivo    |
| O        | Nikola Ǵorǵiev   | Paris           | definitivo    |
| S        | Ahmet Arslan     | Beşiktaş        | definitivo    |
| P        | Dejan Vinčić     | Narbonne        | definitivo    |
| C        | Faik Güneş       | Halkbank        | definitivo    |
| S        | Ediz Fırıncıoğlu | Fenerbahçe      | fine prestito |
| S        | Hasan Mermer     | -               | definitivo    |
| S        | Mustafa Kırıcı   | Beşiktaş        | definitivo    |
| L        | İnan Kurt        | Gümüşhane Torul | definitivo    |

## Risultati

### Voleybol 1. Ligi

#### Regular season

##### Andata
| 1ª giornata - 19 ottobre 2014 Başkent Voleybol Salonu, Ankara            | Halkbank             | 3 - 1 | Maliye Milli Piyango | 25-20, 25-27, 25-17, 25-20        |
| 2ª giornata - 26 ottobre 2014 Başkent Voleybol Salonu, Ankara            | Maliye Milli Piyango | 0 - 3 | Fenerbahçe           | 23-25, 17-25, 17-25               |
| 3ª giornata - 29 ottobre 2014 Başkent Voleybol Salonu, Ankara            | Ziraat Bankası       | 3 - 2 | Maliye Milli Piyango | 28-30, 23-25, 25-16, 25-23, 16-14 |
| 4ª giornata - 1º novembre 2014 Başkent Voleybol Salonu, Ankara           | Maliye Milli Piyango | 3 - 1 | İnegöl               | 25-21, 25-18, 17-25, 25-18        |
| 5ª giornata - 9 novembre 2014 Başkent Voleybol Salonu, Ankara            | Maliye Milli Piyango | 3 - 2 | İstanbul BB          | 25-27, 25-23, 25-23, 23-25, 15-12 |
| 6ª giornata - 16 novembre 2014 Karatas Sahinbey Spor Salonu, Gaziantep   | Şahinbey             | 3 - 2 | Maliye Milli Piyango | 25-23, 16-25, 25-20, 24-26, 15-13 |
| 7ª giornata - 23 novembre 2014 Başkent Voleybol Salonu, Ankara           | Maliye Milli Piyango | 2 - 3 | Galatasaray          | 19-25 25-20 15-25 25-15 11-15     |
| 8ª giornata - 30 novembre 2014 Recep Tayyip Erdoğan Spor Salonu, Erzurum | Palandöken           | 0 - 3 | Maliye Milli Piyango | 18-25, 22-25, 22-25               |
| 9ª giornata - 7 dicembre 2014 Başkent Voleybol Salonu, Ankara            | Maliye Milli Piyango | 1 - 3 | Arkas                | 25-20, 25-27, 22-25, 18-25        |
| 10ª giornata - 14 dicembre 2014 BJK Akatlar Arena, Istanbul              | Beşiktaş             | 0 - 3 | Maliye Milli Piyango | 20-25, 21-25, 25-27               |
| 11ª giornata - 21 dicembre 2014 Başkent Voleybol Salonu, Ankara          | Maliye Milli Piyango | 3 - 1 | Gümüşhane Torul      | 25-23, 25-27, 25-21, 25-16        |

##### Ritorno
| 12ª giornata - 10 gennaio 2015 Başkent Voleybol Salonu, Ankara        | Maliye Milli Piyango | 1 - 3 | Halkbank             | 13-25, 25-21, 19-25, 14-25        |
| 13ª giornata - 17 gennaio 2015 Burhan Felek Spor Salonu, Istanbul     | Fenerbahçe           | 3 - 0 | Maliye Milli Piyango | 25-22, 25-19, 27-25               |
| 14ª giornata - 24 gennaio 2015 Başkent Voleybol Salonu, Ankara        | Maliye Milli Piyango | 2 - 3 | Ziraat Bankası       | 25-27, 25-20, 17-25, 26-24, 10-15 |
| 15ª giornata - 31 gennaio 2015 İnegöl Kapalı Spor Salonu, İnegöl      | İnegöl               | 0 - 3 | Maliye Milli Piyango | 16-25, 18-25, 19-25               |
| 16ª giornata - 7 febbraio 2015 Burhan Felek Spor Salonu, Istanbul     | İstanbul BB          | 3 - 1 | Maliye Milli Piyango | 17-25, 25-20, 25-20, 28-26        |
| 17ª giornata - 14 febbraio 2015 Başkent Voleybol Salonu, Ankara       | Maliye Milli Piyango | 3 - 2 | Şahinbey             | 26-24, 15-25, 25-19, 19-25, 29-27 |
| 18ª giornata - 21 febbraio 2015 Burhan Felek Spor Salonu, Istanbul    | Galatasaray          | 3 - 1 | Maliye Milli Piyango | 25-22, 23-25, 25-22, 25-23        |
| 19ª giornata - 28 febbraio 2015 Başkent Voleybol Salonu, Ankara       | Maliye Milli Piyango | 3 - 0 | Palandöken           | 30-28, 25-17, 25-18               |
| 20ª giornata - 7 marzo 2015 İzmir Atatürk Spor Salonu, Smirne         | Arkas                | 3 - 0 | Maliye Milli Piyango | 32-30, 25-18, 25-16               |
| 21ª giornata - 14 marzo 2015 Başkent Voleybol Salonu, Ankara          | Maliye Milli Piyango | 3 - 2 | Beşiktaş             | 17-25, 25-23, 25-22, 16-25, 15-8  |
| 22ª giornata - 21 marzo 2015 Torul Spor Salonu ve Cim Saha, Gümüşhane | Gümüşhane Torul      | 1 - 3 | Maliye Milli Piyango | 29-27, 20-25, 23-25, 15-25        |

#### Play-off scudetto
| Quarti di finale (gara 1) - 3 aprile 2015 Başkent Voleybol Salonu, Ankara   | Maliye Milli Piyango | 0 - 3 | Arkas                | 22-25, 21-25, 23-25              |
| Quarti di finale (gara 2) - 6 aprile 2015 İzmir Atatürk Spor Salonu, Smirne | Arkas                | 2 - 3 | Maliye Milli Piyango | 21-25, 25-13, 25-14, 19-25, 9-15 |
| Quarti di finale (gara 3) - 7 aprile 2015 İzmir Atatürk Spor Salonu, Smirne | Arkas                | 3 - 0 | Maliye Milli Piyango | 25-19, 25-14, 25-21              |

#### Play-off 5º posto
| Final four (gara 1) - 18 aprile 2015 İzmir Atatürk Spor Salonu, Smirne      | İstanbul BB          | 3 - 2 | Maliye Milli Piyango | 25-23, 25-23, 23-25, 21-25, 15-6  |
| Final four (gara 2) - 19 aprile 2015 İzmir Atatürk Spor Salonu, Smirne      | Maliye Milli Piyango | 2 - 3 | Fenerbahçe           | 25-19, 22-25, 25-22, 23-25, 15-17 |
| Final four (gara 3) - 20 aprile 2015 İzmir Atatürk Spor Salonu, Smirne      | Maliye Milli Piyango | 2 - 3 | Beşiktaş             | 20-25, 25-21, 25-23, 27-29, 10-15 |
| Final four (gara 4) - 25 aprile 2015 Cengiz Göllü Kapalı Spor Salonu, Bursa | Beşiktaş             | 3 - 1 | Maliye Milli Piyango | 30-32, 25-23, 25-18, 36-34        |
| Final four (gara 5) - 26 aprile 2015 Cengiz Göllü Kapalı Spor Salonu, Bursa | Fenerbahçe           | 1 - 3 | Maliye Milli Piyango | 18-25, 11-25, 27-25, 19-25        |
| Final four (gara 6) - 27 aprile 2015 Cengiz Göllü Kapalı Spor Salonu, Bursa | Maliye Milli Piyango | 3 - 2 | İstanbul BB          | 23-25, 25-18, 25-22, 25-27, 15-11 |

### Challenge Cup

#### Fase a eliminazione diretta
| Secondo turno (andata) - 5 novembre 2014 Mestská športová hala, Myjava                 | Spartak Myjava       | 1 - 3 | Maliye Milli Piyango | 17-25, 21-25, 28-26, 18-25                   |
| Secondo turno (ritorno) - 19 novembre 2014 Başkent Voleybol Salonu, Ankara             | Maliye Milli Piyango | 3 - 0 | Spartak Myjava       | 25-21, 25-23, 25-20                          |
| Sedicesimi di finale (andata) - 4 dicembre 2014 Başkent Voleybol Salonu, Ankara        | Maliye Milli Piyango | 3 - 0 | Näfels               | 25-15, 25-17, 25-22                          |
| Sedicesimi di finale (ritorno) - 17 dicembre 2014 Sporthalle Grünfeld, Rapperswil-Jona | Näfels               | 0 - 3 | Maliye Milli Piyango | 22-25, 18-25, 20-25                          |
| Ottavi di finale (andata) - 14 gennaio 2015 Sala Polivalentă Dinamo, Bucarest          | Dinamo Bucarest      | 2 - 3 | Maliye Milli Piyango | 22-25, 26-24, 18-25, 25-22, 11-15            |
| Ottavi di finale (ritorno) - 21 gennaio 2015 Başkent Voleybol Salonu, Ankara           | Maliye Milli Piyango | 3 - 0 | Dinamo Bucarest      | 25-15, 25-19, 25-17                          |
| Quarti di finale (andata) - 4 marzo 2015 Başkent Voleybol Salonu, Ankara               | Maliye Milli Piyango | 3 - 0 | Budaŭnik Minsk       | 25-20, 25-19, 25-20                          |
| Quarti di finale (ritorno) - 11 marzo 2015 Chizhovka-Arena, Minsk                      | Budaŭnik Minsk       | 3 - 1 | Maliye Milli Piyango | 24-26, 26-24, 25-22, 25-16 Golden set: 15-11 |

## Statistiche

### Statistiche di squadra
| Competizione     | Punti | In casa | In casa | In casa | In trasferta | In trasferta | In trasferta | Totale | Totale | Totale |
| Competizione     | Punti | G       | V       | P       | G            | V            | P            | G      | V      | P      |
| ---------------- | ----- | ------- | ------- | ------- | ------------ | ------------ | ------------ | ------ | ------ | ------ |
| Voleybol 1. Ligi | 32,9  | 12      | 6       | 6       | 13           | 5            | 8            | 31     | 13     | 18     |
| Challenge Cup    | -     | 4       | 4       | 0       | 4            | 3            | 1            | 8      | 7      | 1      |
| Totale           | -     | 14      | 10      | 6       | 17           | 8            | 9            | 39     | 20     | 19     |

G = partite giocate; V = partite vinte; P = partite perse

### Statistiche dei giocatori
| Giocatore        | Campionato | Campionato | Campionato | Campionato | Campionato | Challenge Cup | Challenge Cup | Challenge Cup | Challenge Cup | Challenge Cup | Totale | Totale | Totale | Totale | Totale |
| Giocatore        | P          | PT         | AV         | MV         | BV         | P             | PT            | AV            | MV            | BV            | P      | PT     | AV     | MV     | BV     |
| ---------------- | ---------- | ---------- | ---------- | ---------- | ---------- | ------------- | ------------- | ------------- | ------------- | ------------- | ------ | ------ | ------ | ------ | ------ |
| Y. Bıdak         | 18         | 30         | 15         | 6          | 9          | 4             | 12            | 9             | 3             | 0             | 22     | 42     | 24     | 9      | 9      |
| C. Çiçekoğlu     | 27         | 16         | 8          | 3          | 5          | 2             | 2             | 1             | 0             | 1             | 29     | 18     | 9      | 3      | 6      |
| S. Gümüş         | 11         | 21         | 20         | 1          | 0          | 1             | 5             | 5             | 0             | 0             | 12     | 26     | 25     | 1      | 0      |
| A. Gürgen        | 28         | 0          | 0          | 0          | 0          | 3             | 0             | 0             | 0             | 0             | 31     | 0      | 0      | 0      | 0      |
| B. Hascan        | 30         | 260        | 179        | 68         | 13         | 8             | 63            | 46            | 12            | 5             | 38     | 323    | 219    | 80     | 18     |
| G. Husaj         | 31         | 476        | 407        | 37         | 32         | 8             | 110           | 93            | 8             | 9             | 39     | 586    | 500    | 45     | 41     |
| A. Kapan         | 18         | 13         | 10         | 3          | 0          | 7             | 4             | 4             | 0             | 0             | 25     | 17     | 14     | 3      | 0      |
| X. Kapfer        | 30         | 370        | 315        | 26         | 29         | 8             | 84            | 70            | 8             | 6             | 38     | 454    | 385    | 34     | 35     |
| E. Kıdoğlu       | 27         | 11         | 11         | 0          | 0          | 5             | 1             | 1             | 0             | 0             | 32     | 12     | 12     | 0      | 0      |
| M. Kısal         | 28         | 209        | 128        | 64         | 17         | 7             | 36            | 21            | 13            | 2             | 35     | 245    | 149    | 77     | 19     |
| İ. Kurt          | 3          | 0          | 0          | 0          | 0          | 0             | 0             | 0             | 0             | 0             | 3      | 0      | 0      | 0      | 0      |
| M. Tokgöz        | 30         | 0          | 0          | 0          | 0          | 8             | 0             | 0             | 0             | 0             | 38     | 0      | 0      | 0      | 0      |
| B. Van den Dries | 31         | 553        | 480        | 45         | 28         | 8             | 142           | 104           | 19            | 19            | 39     | 695    | 584    | 64     | 47     |
| V. Yılmaz        | 29         | 43         | 23         | 11         | 9          | 8             | 20            | 11            | 5             | 4             | 37     | 63     | 34     | 16     | 13     |

P = presenze; PT = punti totali; AV = attacchi vincenti; MV = muri vincenti; BV = battute vincenti